# Melissodes minuscula
Melissodes minuscula är en biart som beskrevs av Laberge 1961. Melissodes minuscula ingår i släktet Melissodes och familjen långtungebin. Inga underarter finns listade i Catalogue of Life.